# ロシア司法省
ロシア連邦司法省（ロシアれんぽうしほうしょう、ロシア語: Министерство юстиции Российской Федерации、略称：Минюст、英語: Ministry of Justice of the Russian Federation）は、ロシア連邦における法務行政を担当する中央省庁である。

## 概要
2004年10月13日付きロシア連邦大統領令第1313号（2008年10月23日改正）と、その他の法規に従い、ロシア連邦司法省は、法務行政、法規制に関する政策立案及び執行を担当している。ロシア連邦司法省は以下の分野に関する監督権限を有する。
- 刑事罰の執行 (ロシア連邦刑執行庁)
- 国際組織と外国の非政府組織（NGO）、公的組織、政党、宗教団体の事務所を含む非営利団体の登録と、それらに関する情報の提供。
- 弁護士、法廷弁護士、弁護人監督
- 公証人及び公証活動の監督
- 市民の地位の国家登録（市民権登録）
- 合法化と傍証
- 裁判所の命令、司法行為その他の機関の実施の確保
- 腐敗闘争（腐敗防止、ロシア検事総長の援助による）

## 組織

### 次官
司法大臣の下には、第一次官を含む次官が5人いる。
- 第一次官　セルゲイ・ゲラシモフ
- 次官　アル・アルハノフ
- 次官兼国家書記（官房長）ユーリー・リュビーモフ
- 次官兼欧州人権裁判所ロシア連邦代表　ミハイル・ガルペリン
- 次官　マクシム・トラヴニコフ

### 中央部局
- 部門別調整法律登録局
  - 国家財政経済面基準法律登録部
  - 法律執行社会分野基準法律登録部
  - 国家基準法律登録部

- 組織統制局（組織管理局）
  - 公共関係部（広報部）
  - 文書支援部
  - 市民訴訟業務部（民事訴訟業務部）
  - 計画組織支援部
  - ロシア司法省地域団体活動調整・部門統制（管理）部
  - 分析情報処理部
  - 法務支援部
  - 国家機密保護部
  - 経済活動・予算基金信託管理部
  - 情報システム開発部
  - 情報安全部（情報セキュリティー部）

- 刑事訴訟法分野法的規制分析統制（管理）局
  - 刑事罰遂行分野国家政策開発部
  - 刑事罰遂行分野監査法規制部
  - 刑事罰施行・ロシア連邦不法滞在（居住）市民憲法権利擁護部
  - 刑事罰執行分野活動調整、分析統制（管理）部
  - 司法行為分野活動調整、分析統制（管理）部

- 行政機関人事局（公務員人事局）
  - 行政機関部（公務員部）
  - ロシア司法省付属連邦庁・地方支部団体機関人事業務部
  - ロシア司法省中央機関人事業務部
  - 腐敗防止部
  - 民間防衛、動員、軍事記録保管部

- 国際法協力局
  - 国際条約部
  - 国際関係部
  - 国際法律協力部
  - 囚人移動部（犯罪者引渡部）
  - 法制・傍注部
  - 法制支援・国際経済統合部

- 憲法法制局
  - 犯罪安全部（犯罪保安部）
  - 憲法法律部
  - 行政法・法執行および司法活動法制部
  - 反腐敗専門・独立専門認定部

- 経済法制局
  - 民法部
  - 土地・住宅・都市開発法制部
  - 労働・社会安全・保健・教育文化法制部
  - 国家経済規制法制部
  - エネルギー・運輸・建設・マスコミュニケーション法制部
  - 予算・税務・財務管理法制部
  - 財務活動・証券法制部
  - 環境・自然法制部
  - 外国経済活動法制部

- 事業調整局
  - 計画・経済部
  - 会計手続部
  - 社会経済支援部
  - 契約法律業務部
  - 資産管理部
  - 調達部
  - 情報技術支援コミュニケーション部（情報・技術支援・通信部）

- 非営利組織局（NPO局）
  - 公共団体・政党部
  - 宗教団体登録管理部
  - 登記（戸籍）情報発行部
  - 地方自治体活動分析手続支援部

- 司法制度法的支援協力局
  - 弁護・自由法律扶助・法律教育部
  - 公証人部
  - 国家民事地位法登録部
  - 法規制・分析・法医学研究機関管理部

- 法律開発局
  - 法律分析部
  - 法律執行監視部

- ロシア連邦欧州人権裁判所代表部・司法次官及び職員
  - 犯罪苦情処理部
  - 市民苦情部（市民告訴部）
  - 判例法分析・決定執行組織管理部
  - 業務部（事務部）

- ロシア連邦司法省地方部局
- 司法研修所
  - 法律情報科学センター（法律情報調査センター）
  - 国立研究所「連邦軍事・特別・二次使用情報活動結果法的保護庁」
  - 全ロシア国立法科大学
  - 連邦国家機関「国家法律ビューロー」
  - 法医学機「全ロシア法医学専門センター・地域法医学研究所」[2]
  - 国家宗教決定運営専門評議会

### 外局
- ロシア連邦刑執行庁
- ロシア連邦執達吏庁

## 歴代司法大臣
| 代 | 肖像 | 氏名                             | 内閣 | 在任期間                       | 備考                                                    |
| -- | ---- | -------------------------------- | --- | ------------------------------ | ------------------------------------------------------- |
| 1  |      | ニコライ・フョードロフ           | ボリス・エリツィン内閣、ヴィクトル・チェルノムイルジン内閣                                                              | 1991年12月23日 - 1993年3月24日 | 1990年7月14日から1991年12月23日までロシア連邦共和国法相 |
| 2  |      | ユーリー・カルムイコフ           | ヴィクトル・チェルノムイルジン内閣                                                                                      | 1993年8月5日 - 1994年12月7日   |                                                         |
| 3  |      | ヴァレンチン・コヴァリョフ       | ヴィクトル・チェルノムイルジン内閣                                                                                      | 1995年1月5日 - 1997年7月2日    |                                                         |
| 4  |      | セルゲイ・ステパーシン           | ヴィクトル・チェルノムイルジン内閣                                                                                      | 1997年7月2日 - 1998年3月30日   | ロシア連邦防諜庁長官、ロシア連邦保安庁長官              |
| 5  |      | パーヴェル・クラシェニンニコフ   | セルゲイ・キリエンコ内閣、ヴィクトル・チェルノムイルジン内閣、エフゲニー・プリマコフ内閣、セルゲイ・ステパーシン内閣    | 1998年4月30日 - 1999年8月17日  |                                                         |
| 6  |      | ユーリ・チャイカ                 | 第1次ウラジーミル・プーチン内閣、ミハイル・カシヤノフ内閣、第1次ミハイル・フラトコフ内閣、第2次ミハイル・フラトコフ内閣 | 1999年8月17日 - 2006年2月3日   | 検事総長代行                                            |
| 7  |      | ウラジーミル・ウスチノフ         | ヴィクトル・ズプコフ内閣                                                                                                | 2006年6月23日 - 2008年5月12日  | 検事総長                                                |
| 8  |      | アレクサンドル・コノヴァロフ     | 第2次ウラジーミル・プーチン内閣、ドミートリー・メドヴェージェフ内閣                                                     | 2008年5月12日 - 2025年4月16日  | バシコルトスタン検事総長                                |
| 9  |      | コンスタンティン・チュイチェンコ | ミハイル・ミシュスティン内閣                                                                                            | 2025年4月16日 -                |                                                         |